# Rudolf Maleri
Rudolf Maleri (* 1937 in Heidelberg) ist ein Wirtschaftswissenschaftler auf dem Gebiet der Betriebswirtschaftslehre.

## Werdegang
Maleri studierte nach seiner Ausbildung bei der Deutschen Bank Betriebswirtschaftslehre an der Universität Mannheim sowie an der Northwestern University (Evanston (Illinois)) und erhielt ein Promotionsstipendium an der Harvard Business School (Cambridge (Massachusetts)). Er promovierte im Dezember 1970 mit der Dissertation „Grundzüge der Dienstleistungsproduktion“ bei Dieter Farny an der Universität Mannheim. Maleri betätigte sich als Unternehmensberater in Afrika, Asien, Australien und der Volksrepublik China. Er war Gründungsdekan des Fachbereichs Touristik/Verkehrswesen an der FH Worms.
Seit 1973 veröffentlichte Maleri Bücher zu grundlegenden Fragen der Dienstleistungsproduktion in Dienstleistungsunternehmen, die von der klassischen Produktion von Sachgütern abweicht. Da Dienstleistungen keine Rohstoffe als Produktionsfaktoren benötigen und stattdessen Kunden, Dritte oder deren Objekte in die Dienstleistungsproduktion eingebracht werden, prägte er 1970 für diese Eigenheit den Begriff des externen Produktionsfaktors. Damit wird der Kunde zum Koproduzenten der Dienstleistung.
Maleri lehrte bis zu seiner Emeritierung im Jahre 2002 an den Universitäten in Mannheim und Stuttgart, an der EBS Universität für Wirtschaft und Recht und an der Fachhochschule Worms Touristik und Betriebswirtschaftslehre.
Sein Sohn Rudolf Maleri jr. (* 1970) ist Biologe.